# Loch Broom

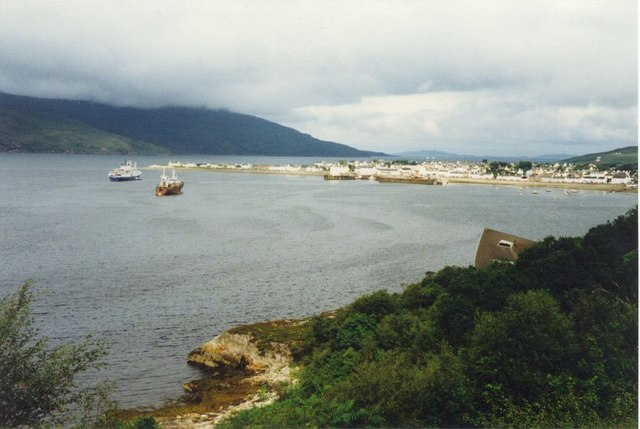
Loch Broom i Ullapool

El Loch Broom (en gaèlic escocès: Loch Bhraoin) és un loch de mar, que es troba al nord-oest de Ross i Cromarty, en la parròquia de Lochbroom, a la costa de l'oest d'Escòcia. La petita ciutat d'Ullapool es troba a la riba oriental del loch.
El seu loch germà, Little Loch Broom (en escocès gaèlic: An Loch Beag, «el petit loch»), es troba a l'oest, al peu d'An Teallach i obrint el Minch. El poble de Dundonnell es troba a la boca del loch, enllaçant per la carretera costanera A832 cap a Camusnagaul a la riba oriental, a mig camí cap amunt del loch, i Badcaul més enllà, al nord. El loch és un hàbitat de flora i fauna important, i una població de cormorans es pot veure sovint prenent el sol a les roques que sobresurten de l'aigua.
El Loch Broom és alimentada pel riu Broom, que neix a les muntanyes Dirrie, com sortida de dos lochs: Loch Bhraoin i Loch Droma. El Loch Broom per la seva part alimenta el Riu Cuileig, el qual està unit pel rierol Allt Breabaig que neix al Sgurr Breac. El Loch Droma alimenta el Droma. Els dos rius s'uneixen prop de Cuileig abans d'unir-se al loch com un riu ràpid amb un corrent fort.

## Little Loch Broom

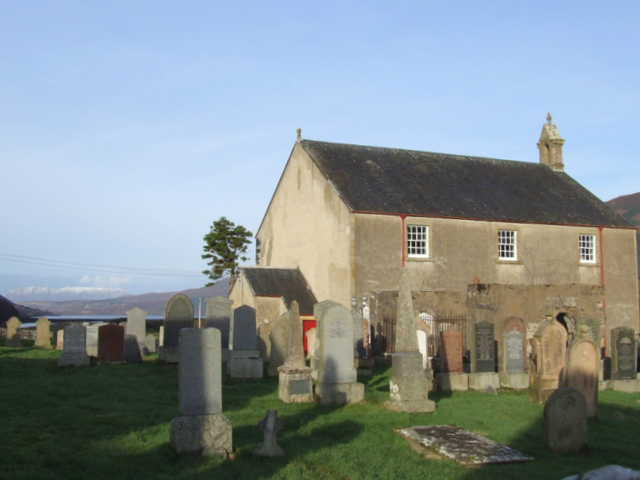
Església parroquial de Clachan, al Loch Broom.

El Little Loch Broom és separat del Loch Broom per la península de Scoraig, entre 3,2–6,4 km d'ample començant a Caileach Head. El loch té 15,3 km de llargada, orientat en direcció sud-est, similar al Loch Broom, i té una amplada mitjana d'1,6 km.
Dos rius desemboquen al Little Loch Broom; l'Allt Airdeasaidh desemboca al llac a Ardessie Falls i el riu Dundonnell, que neix al Dundonnell Forest 4,8 km al sud-est del llac i els innombrables petits llacs i rius que es troben al bosc.

## Muntanyes
L'entrada al Loch Broom és dominada per la muntanya de Ben More Coigach, de 743 metres, a la península de Coigach, el qual té una vista d'Isle Martin i Loch Kanaird. La península que separa Loch Broom del Little Loch Broom conté les muntanyes de Beinn Ghobhlach i Beinn nam Ban.
La Marilyn, Beinn Ghobhlach de 635m, es troba al capdavant de la península, amb vistes a l'entrada del Loch Broom, al nord-est i Little Loch Broom al sud. Compta amb una vista imponent de Gruinard Bay i l'illa de Gruinard a l'oest.
Beinn Ban Nam de 580 m, també és una Marilyn, es troba a la base de la península, amb vistes a Dundonnell al sud-oest i Loch Broom a l'oest i al sud.